# 畑峠 (広島県)
畑峠（はたたお）は、広島県広島市の峠。

## 概要
中国自然歩道矢口・極楽寺ルートにあり、西区己斐町と己斐上5丁目と安佐南区沼田町大塚の境に位置する。峠の下を広島高速4号線の西風トンネルが通る。